# 69 f.Kr.
| 69 f.Kr.           |
| ------------------ |
| Dødsfald - Fødsler |
|                    |

## Født
- Januar – Prinsesse Kleopatra af Egypten, senere farao Kleopatra 7. af Egypten (fødselsdato usikker, måske i stedet født december, 70 f.Kr.). Død 12. august 30 f.Kr.